# Loukas Vyntra
Loukas Vyntra (Grieks: Λουκάς Βύντρα) (Město Albrechtice, 5 februari 1981) is een Tsjechisch-Grieks voetballer. Hij verruilde in juli 2015 Levante UD voor Hapoel Tel Aviv. Vyntra debuteerde in juni 2005 in het Grieks voetbalelftal. Vyntra maakte deel uit van het Griekse nationale team op onder meer de Olympische Zomerspelen 2004, de Confederations Cup 2005, het EK 2008, het WK 2010 en het WK 2014.
Vyntra's professionele voetbalcarrière begon in 1998 bij Almopos Aridaia. Hierna speelde hij voor Paniliakos en op huurbasis voor PAE Veria. In 2004 tekende hij vervolgens bij Panathinaikos, waarvoor hij negen jaar bleef spelen.

## Erelijst
| Kampioen Super League | 2x | 2003/04, 2009/10 |
| Beker van Griekenland | 1x | 2003/04, 2009/10 |

1 Karnezis ·
2 Maniatis ·
3 Tzavelas ·
4 Manolas ·
5 Moras ·
6 Tziolis ·
7 Samaras ·
8 Kone ·
9 Mitroglou ·
10 Karagounis  ·
11 Vyntra ·
12 Glikos ·
13 Kapino ·
14 Salpigidis ·
15 Torosidis ·
16 Christodoulopoulos ·
17 Gekas ·
18 Fetfatzidis ·
19 Papastathopoulos ·
20 Holebas ·
21 Katsouranis ·
22 Samaris ·
23 Tachtsidis ·
Coach: Santos